# Plataea triangularia
Plataea triangularia är en fjärilsart som beskrevs av Barnes och Mcdunnough 1916. Plataea triangularia ingår i släktet Plataea och familjen mätare. Inga underarter finns listade i Catalogue of Life.